# Nikolaus Berlakovich
Nikolaus Berlakovich, né le 4 juin 1961 à Eisenstadt, est un homme politique autrichien, membre du Parti populaire autrichien (ÔVP).

## Biographie
Il est ministre fédéral de l'Agriculture, des Forêts, de l'Environnement et des Eaux entre le 2 décembre 2008 et le 16 décembre 2013, dans le premier gouvernement du social-démocrate Werner Faymann.